# Arachnodes kelifelyi
Arachnodes kelifelyi là một loài bọ cánh cứng trong họ Bọ hung (Scarabaeidae).